# Liste der Biografien/Pue
Liste der Biografien |
Portal Biografien |
Personensuche
# |
A |
B |
C |
D |
E |
F |
G |
H |
I |
J |
K |
L |
M |
N |
O |
P |
Q |
R |
S |
T |
U |
V |
W |
X |
Y |
Z |
?
 
Pa |
Pc |
Pe |
Pf |
Ph |
Pi |
Pj |
Pk |
Pl |
Pm |
Pn |
Po |
Pr |
Ps |
Pt |
Pu |
Pv |
Pw |
Py
 
Pua |
Pub |
Puc |
Pud |
Pue |
Puf |
Pug |
Puh |
Pui |
Puj |
Puk |
Pul |
Pum |
Pun |
Puo |
Pup |
Pur |
Pus |
Put |
Puu |
Puv |
Puy |
Puz
Die Liste der Biografien führt alle Personen auf, die in der deutschsprachigen Wikipedia einen Artikel haben. Dieses ist eine Teilliste mit 67 Einträgen von Personen, deren Namen mit den Buchstaben „Pue“ beginnt.

## Pue

### Pueb
- Puebla, Carlos (1917–1989), kubanischer Liedermacher
- Puebla, Héctor (* 1955), chilenischer Fußballspieler
- Pueblos, Juan de Dios Mataflorida (1943–2017), philippinischer Geistlicher und römisch-katholischer Bischof von Butuan

### Puec
- Puech dit Dupont, Richard Henry (1798–1873), französischer Naturalienhändler und Entomologe
- Puech, Denys (1854–1942), französischer Bildhauer
- Puech, Henri-Charles (1902–1986), französischer Religionshistoriker
- Puech, Jean-Baptiste (* 1975), französischer Schauspieler
- Puech, Pierre-Marie (1906–1995), französischer römisch-katholischer Geistlicher und Bischof
- Puechenegger, Thomas Wolfgang († 1674), österreichischer Jurist und Bürgermeister von Wien (1654 bis 1655)
- Puecher Passavalli, Luigi (1821–1897), Trientiner Kapuziner und Erzbischof

### Pued
- Puedpong, Buttree (* 1990), thailändische Taekwondoin

### Puel
- Puel, Claude (* 1961), französischer Fußballspieler und -trainer
- Puel, Grégoire (* 1992), französischer Fußballspieler
- Puelacher, Andreas (* 1964), österreichischer Alpinskitrainer
- Puellacher, Josef Anton (1737–1799), österreichischer Kirchenmaler
- Puellacher, Leopold (1776–1842), österreichischer Kirchenmaler
- Puello Alfonso, José Guillermo (* 1987), dominikanischer Skirennläufer
- Puello, Arianna (* 1977), spanische Rapperin
- Puelma, Dora (1898–1972), chilenische Malerin
- Puelma, Enrique (1914–1991), deutsch-chilenischer Grafiker und Künstler
- Puelma, Mario (1917–2012), Schweizer Altphilologe

### Puem
- Puempel, Matt (* 1993), deutsch-kanadischer Eishockeyspieler

### Puen
- Puente Buces, Pablo (1931–2022), spanischer Geistlicher, römisch-katholischer Erzbischof und Diplomat des Heiligen Stuhls
- Puente Encina, Daniel (* 1965), chilenischer Komponist, Songwriter, Gitarrist, Sänger und Schauspieler
- Puente Pino, Rocío (* 1983), spanische Fußballschiedsrichterassistentin
- Puente y Primo de Rivera, Fernando (1808–1867), spanischer Erzbischof und Senator
- Puente, Estrella (* 1928), uruguayische Leichtathletin und Tennisspielerin
- Puente, Federico (* 1995), uruguayischer Fußballspieler
- Puente, Jesús (1930–2000), spanischer Schauspieler
- Puente, Juan de la (* 1956), spanischer Handballspieler und -funktionär
- Puente, Luis de la (1554–1624), spanischer Jesuit und Schriftsteller
- Puente, Martín de la (* 1999), spanischer Rollstuhltennisspieler
- Puente, Omar (* 1961), kubanischer Jazz- und Latinmusiker (Geige)
- Puente, Rafael (* 1950), mexikanischer Fußballspieler
- Puente, Tito (1923–2000), US-amerikanischer Musiker, Jazz-, Salsa- und Mambo-Musiker
- Puentes, Carlos Damian dos Santos (* 1991), brasilianischer Fußballspieler
- Puenzo, Lucía (* 1976), argentinische Autorin und Regisseurin
- Puenzo, Luis (* 1946), argentinischer Filmregisseur und Drehbuchautor

### Puer
- Puerari, Gastón (* 1986), uruguayischer Fußballspieler
- Puerta Uribe, Lucía de la (* 2000), spanische Tennisspielerin
- Puerta, Antonio (1984–2007), spanischer FußballspielerAntonio Puerta (1984–2007)

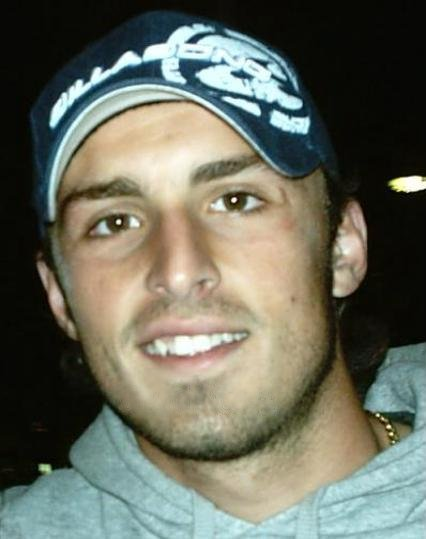
Antonio Puerta (1984–2007)

- Puerta, Fabián (* 1991), kolumbianischer Bahnradsportler
- Puerta, Gustavo (* 2003), kolumbianischer Fußballspieler
- Puerta, Mariano (* 1978), argentinischer Tennisspieler
- Puerta, Ramón (* 1951), argentinischer Politiker
- Puertas, Cameron (* 1998), spanischer Fußballspieler
- Puerto, Alejandro (* 1964), kubanischer Ringer
- Puerto, Carlitos del (* 1975), kubanischer Jazzmusiker (Bass)
- Puerto, Carlos del (* 1951), kubanischer Jazzmusiker (Kontrabass)
- Puerto, David del (* 1964), spanischer Komponist, Gitarrist und Musikpädagoge
- Puerto, Isabel del (1921–2014), österreichisch-mexikanisch-amerikanisches Model, Schauspielerin, Tänzerin, Schriftstellerin, Fotojournalistin, Maklerin und Unternehmerin
- Puerto, Israel (* 1993), spanischer Fußballspieler
- Puértolas, Romain (* 1975), französischer Schriftsteller
- Puértolas, Soledad (* 1947), spanische Schriftstellerin
- Puertollano, Eduardo (* 1934), uruguayischer Radrennfahrer

### Pues
- Pues, Lothar (* 1966), deutscher Sachbuchautor

### Puet
- Puett, Dallas, US-amerikanischer Filmeditor
- Puetter, Uwe (* 1974), deutscher Politikwissenschaftler
- Puetz, Claudia (* 1958), deutsche Schriftstellerin
- Puetz, Harald (* 1950), deutscher Maler und Objektkünstler

### Puey
- Puey Ungphakorn (1916–1999), thailändischer Wirtschaftswissenschaftler, Verwaltungsfachmann und Hochschullehrer
- Pueyo de Val, Antonio María (1864–1929), römisch-katholischer Bischof von Pasto
- Pueyo Sanz, Jorge (* 1995), spanischer Politiker und Rechtsanwalt
- Pueyo, Jaume (* 2001), spanischer Skilangläufer
- Pueyo, María José (* 1970), spanische Marathonläuferin
- Pueyrredón, Honorio (1876–1945), argentinischer Jurist, Universitätsprofessor, Politiker und Diplomat
- Pueyrredón, Juan Martín de (1776–1850), argentinischer Politiker und General